# Vozera Hustaty
Vozera Hustaty (vitryska: Возера Густаты) är en sjö i Belarus.   Den ligger i voblasten Vitsebsks voblast, i den norra delen av landet, 180 km norr om huvudstaden Minsk. Vozera Hustaty ligger 133 meter över havet. Arean är 0,26 kvadratkilometer. Den sträcker sig 0,9 kilometer i nord-sydlig riktning, och 1,0 kilometer i öst-västlig riktning.
Trakten runt Vozera Hustaty består till största delen av jordbruksmark. Runt Vozera Hustaty är det glesbefolkat, med 19 invånare per kvadratkilometer.